# 林逸欣
林 逸欣（リン・イーシン、1985年11月5日 - ）は台湾の女優、歌手、音楽家。台南市出身。国立台湾師範大学音楽学科卒業。さそり座。2008年『夏天協奏曲』で映画初主演。

## 人物
- 特技はヴァイオリン、ピアノ、古箏、朗読、講演など。
- 趣味はインラインスケート、乗馬、歌うこと。
- ベジタリアンで好物はチョコ、アイスクリーム、果物。ネコやイヌなど昆虫以外の動物が好き。
- 2021年4月25日、Facebookで結婚を発表[1]。2021年7月24日に予定されていた結婚式は、新型コロナウイルス感染症の警戒レベルが台湾で第3級（第１級が最も緩く、第４級が最も厳格）であり、参列者の健康を考え中止された[2]。また、2022年6月4日に変更された結婚式も、再度延期された[3]。
- 2022年11月5日、自身の誕生日に音楽会『經過』を開催した[4]。
- 2024年11月3日、Legacy Taipeiで音楽会『【Keep Playing！】演唱會』を開催、妹がキーボードを担当した[5]。
- 2025年8月2日、2021年から延期されていた結婚披露宴をル メリディアン台北で行った[6]。

## 出演

### バラエティー番組
- 『我猜我猜我猜猜猜』(中国電視公司(CTV), 2005)

### 旅行番組
- 『台湾腳逛大陸』(中天電視(CTITV), 2007)

### ドラマ
- 『マジで君に恋してる』(2012) - 汶晞 役
- 『妻の純愛』(2013) - 韓湘琪 役
- 『我的極品男友』(2016) - 吾以安 役

### 映画
- 『夏天協奏曲』(2008) - 陳文青 ／ 陳文静 役
- 『向日葵』(2009) - 蘇小琳 役
- 『鋼琴木馬』(2010) - 李清子 役
- 『痞子遇到愛』(2014) - 黃朝亮 役

### CM
- Elsagusa化粧品(イメージキャラクター, 2007)
- Acer Aspire 3810TG94 (2009)

### MV
- 信楽団「癡癡的等」(2005)
- 周傳雄「快樂進行曲」(2006)
- 戴佩妮「兩難」(2008)
- 江蕙「甲你攬牢牢」(2008)
- 江蕙「電車內面」(2008)
- 林俊傑「第幾個一百天」(2009)
- 潘裕文「最想做的事」(2009)
- 江蕙「當時欲嫁」(2010)
- 唐禹哲「灰色河堤」(2010)
- 江蕙「七老八十」(2015)

### 公演
- 奇美バンド～定期に巡回公演を行う
- 奇美バンド～J.S.バッハ複数のヴァイオリン協奏曲公演（ソロ）(2005)

## 慈善活動
- 2024年 臺灣防盲基金會 「偏鄉學童護眼計畫」[7]